# Азябіна Марина Едуардівна
Азя́біна Мари́на Едуа́рдівна (15 червня 1963, Іжевськ) — радянська та російська спортсменка, майстер спорту міжнародного класу з легкої атлетики.
Звання майстра спорту отримала в 1987 році. Того ж року брала участь в чемпіонаті Румунії, в 1990 році — в чемпіонаті СРСР, в 1991 році — в чемпіонаті Всесвітньої універсіади. З 1992 року виступала за Росію: того ж року — в чемпіонаті СНД та на Олімпійських іграх в Барселоні, в 1993 році — в чемпіонаті Росії, на чемпіонаті світу (здобула срібло) та на Кубку Європи (здобула золото).
Тренери: Н. В. Булаєва, Є. А. Зуб, Р. Х. Мітриченко, С. М. Жуйков (заслужений тренер Росії), Н. Н. Нарожиленко (заслужений тренер СРСР).